# Dalbergia odorifera
Dalbergia odorifera: tiếng Việt là Gỗ sưa hay Huỳnh đàn, còn tiếng Trung Quốc quen gọi là giáng hương Hoàng Đàn hay Hoàng hoa lê (huanghuali). Đây là một loài họ Đậu (Fabaceae). Là loại gỗ nổi tiếng đắt giá vì được vua chúa Nhà Minh và Nhà Thanh rất thích sử dụng làm đồ nội thất cung đình. Màu sắc đỏ, tím, vàng tùy vùng sinh trưởng, nhưng có chung đặc điểm ra gỗ rất thơm và màu đẹp bóng nên rất quý.
Tên tiếng Anh của nó là "fragrant rosewood".
Loài này được dùng lấy gỗ hoặc làm thuốc cổ truyền. Bốn hợp chất tách từ rễ cây của nó trong phòng thí nghiệm cho thấy chúng có tính chất chống oxy hóa.
Loài này chỉ có ở Hải Nam, Trung Quốc và Bắc Bộ Việt Nam (sưa đỏ).
Chúng hiện đang bị đe dọa và nằm trong sách đỏ Việt Nam. Tuy nhiên, ngày nay, cây sưa giống đang được trồng rộng rãi trong cả nước Việt Nam và trên phố Hà Nội vẫn còn có những cụ sưa già ra hoa, kết trái vào mỗi mùa Phật đản tháng Tư. Hoa sưa màu trắng đẹp nhẹ nhàng, tinh khiết và gỗ thì quý và 'đẹp như sắc gỗ sưa' mà văn học dân gian đã ca tụng.

## Hình ảnh

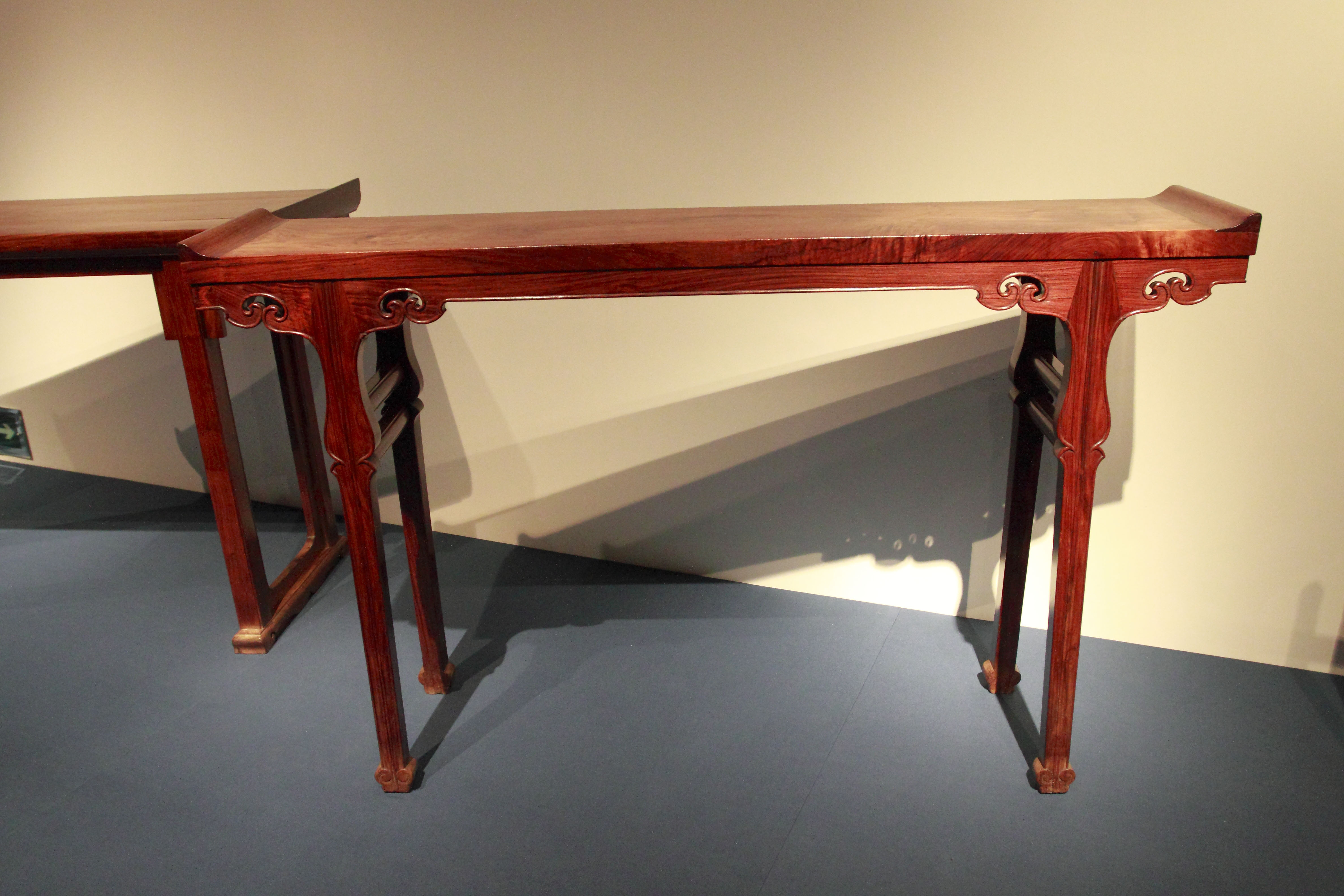